# Braford

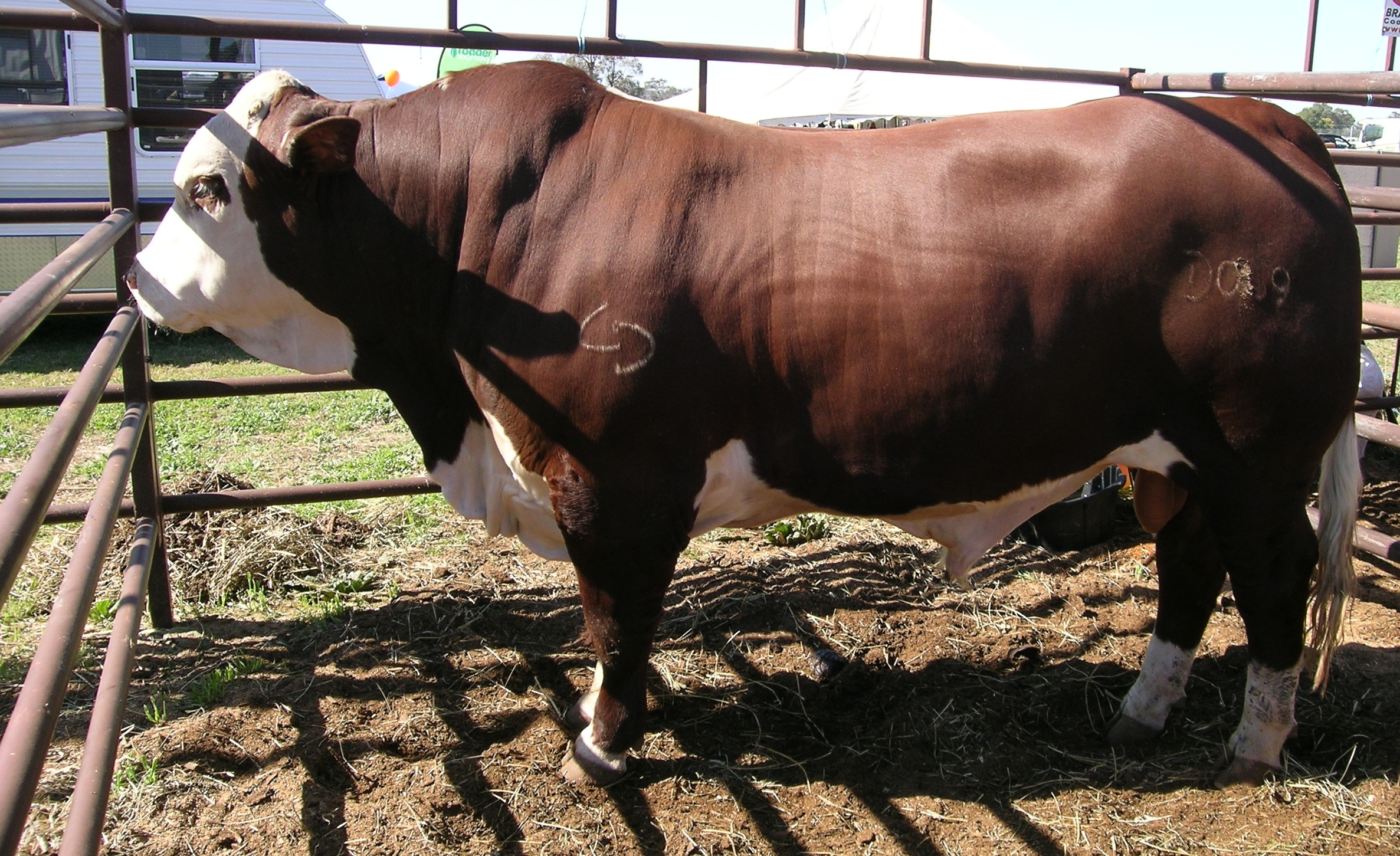
Un toro Braford Australiano

Braford es una raza bovina. Es una raza híbrida, ya que contempla la combinación genética de razas cebuinas con bovinos de raza Hereford. Debido a que la raza cebuina que dio origen a este híbrido es la Brahman, el nombre de esta raza es un acrónimo de los términos Brahman y Hereford.

## Creación
Se formó a partir de la introducción de sangre Bos taurus indicus (razas cebuinas como la Nelore Archivado el 7 de junio de 2020 en Wayback Machine. y Brahman) con rodeos Hereford; interviniendo estas razas en las siguientes proporciones: 3/8 Cebú (37,5%) y 5/8 Hereford (62,5%).
Origen.- Estados Unidos.
Con cuernos o sin cuernos. (Depende del tipo de Hereford que se use).
Color.- Casi igual al del Hereford respecto al blanco y al rojo, pero en partes aparece el negro.
Muy rústico. 
Muy precoz.
Poco difundido. 
Génesis: 
Brahmán - 3/8 
Hereford - 5/8

## Características
De esta forma, se logra una raza sintética que combina la rusticidad del Cebú y su adaptabilidad al medio, con la calidad, eficiencia, mansedumbre y fertilidad del Hereford. Existen las variedades astada y mocha.
Es un biotipo que se caracteriza por su alta producción, aún en condiciones ambientales adversas, lo que se traduce en: mayor eficiencia de conversión de pasto en carne, mayor resistencia a enfermedades y parasitismos, menor selectividad para levantar alimentos, reconocida fertilidad y habilidad materna; características que hacen del Braford una herramienta fundamental para la producción de carne.
Los novillos logran una ventaja diferencial en relación con otras razas y se encuadran en todas las categorías de comercialización, lográndose un animal de rápida conversión de pasto en carne, alta precocidad y fácil terminación a campo con 440 a 460 kg. a los 22 meses de edad.
Una de las características fundamentales de la Raza Braford es la rusticidad, que asegura la más rápida adaptación a cualquier situación climática y geográfica. Esto significa para los productores: facilidad de manejo; mejores resultados productivos; posibilidad de ocupar áreas que son generalmente despreciables (bañados; pajonales; montes cerrados); entre otras virtudes. 

## Ubicación
Vamos a poder ver a la raza en los países como: Estados Unidos, México, Argentina, Uruguay, Paraguay, Colombia, Brasil y en menor medida en otros países del mundo.
Fuente: Raza Braford Archivado el 7 de junio de 2020 en Wayback Machine.